# Ветас
Ветас (исп. Vetas) — город и муниципалитет в северо-восточной части Колумбии, на территории департамента Сантандер. Входит в состав провинции Сото-Норте.

## История
Поселение, из которого позднее вырос город, было основано Амброзиусом Эингером в 1551 году. Муниципалитет Ветас был выделен в отдельную административную единицу 23 ноября 1857 года.

## Географическое положение

Муниципалитет Ветас

Город расположен в северо-восточной части департамента, в горной местности Восточной Кордильеры, на расстоянии приблизительно 32 километров к северо-востоку от города Букараманги, административного центра департамента. Абсолютная высота — 3257 метров над уровнем моря что делает его самым высоким населённым пунктом страны.
Муниципалитет Ветас граничит на северо-западе и западе с территорией муниципалитета Калифорния, на юго-западе — с муниципалитетом Чарта, на северо-востоке и востоке — с территорией департамента Северный Сантандер. Площадь муниципалитета составляет 93 км².

## Население
По данным Национального административного департамента статистики Колумбии, совокупная численность населения города и муниципалитета в 2015 году составляла 2435 человек.
Динамика численности населения муниципалитета по годам:
| 2005 | 2006 | 2007 | 2008 | 2009 | 2010 | 2011 | 2012 | 2013 | 2014 | 2015 |
| ---- | ---- | ---- | ---- | ---- | ---- | ---- | ---- | ---- | ---- | ---- |
| 2349 | 2357 | 2365 | 2373 | 2381 | 2389 | 2398 | 2407 | 2416 | 2425 | 2435 |

Согласно данным переписи 2005 года мужчины составляли 52 % от населения Ветаса, женщины — соответственно 48 %. В расовом отношении всё население города составляли белые и метисы.
Уровень грамотности среди всего населения составлял 93,3 %.

## Экономика
Основу экономики Ветаса составляют сельское хозяйство и добыча полезных ископаемых.
76,6 % от общего числа городских и муниципальных предприятий составляют предприятия торговой сферы, 20,8 % — предприятия сферы обслуживания, 2,6 % — промышленные предприятия.